# Abablemma ulopus
Abablemma ulopus is een vlinder uit de familie van de uilen (Noctuidae). De wetenschappelijke naam van de soort werd voor het eerst geldig gepubliceerd in 1914 door Dyar als Microblemma ulopus.